# جين الحافي 2
جين الحافي 2 (باليابانيةはだしのゲン:[[[:ja:はだしのゲン|はだしのゲン|はだしのゲン|はだしのゲン]]|はだしのゲン|はだしのゲン|はだしのゲン]) وتنطق بـ"هاداشي نو جين 2"، ويسمى في النسخة الأمريكية Barefoot Gen 2.

## القصة
بعد ثلاث سنوات من ضرب هيروشيما سنة 1945م، أعيدت الحياة فيها رغم حطام المنازل، وفي هذه الأثناء كانت والدة جين تعاني من المرض، فأخذها ابنها إلى الطبيب الذي أخبره بأنه لا يستطيع أن يعالج أمه لتعرضها لأثار إشعاعية، فمكثت امه في المنزل وبدأ جين واخوه شينجي بالتسكع في الشوارع والتعرف على أطفال يتامى وقد أصبحا في سن المراهقة، وتظهر إحدى مشاهد الفيلم جنودا أمريكيين يتخلصون من عظام الموتى بواسطة الجرافات بسبب كثرة الموتى ويقومون بدفنهم بطريقة وحشية إلا أن جين وشينجي تدخلا وقذفا الحجارة في وجوه الجنود الأمريكيين وبسبب كونهما نحيفين نجحا في الفرار، وسط تلك الظروف اشتد المرض على والدتهما وأصبحت عاجزة عن فعل أي شيء، حتى توفيت ودفنت في أحد المقابر هناك، وتنتهي القصة بقيام جين وشينجي باصطحابهم المراهقين المشردين لبدء حياة جديده .

## وصلات خارجية
- جين الحافي 2 على موقع IMDb (الإنجليزية)
- جين الحافي 2 على موقع روتن توميتوز (الإنجليزية)
- جين الحافي 2 على موقع ألو سيني (الفرنسية)
- جين الحافي 2 على موقع أول موفي (الإنجليزية)
- جين الحافي 2 على موقع فيلمافينيتي (الإسبانية)
- جين الحافي 2 على موقع قاعدة بيانات الفيلم (الإنجليزية)
- جين الحافي 2 على موقع ليتربوكسد (الإنجليزية)
- جين الحافي 2 على موقع كينوبويسك (الروسية)
- جين الحافي 2 على موقع ANN anime (الإنجليزية)